# Miki Jevremović
Miodrag Miki Jevremović, (Beograd, 27. ožujka 1941. – Beograd, 13. siječnja 2017.), bio je srpski pjevač zabavne glazbe.
U bivšoj SFRJ bio je vrlo popularan 1960-ih i 1970-ih. Početak karijere obilježile su pjesme: Mama, Pijem i Osamnaest žutih ruža. Kasniji hitovi su bili: Ako jednom vidiš Mariju, S kim si sada kad je tužno vreme i Pesnikova gitara. Noviji hitovi su: Grkinja, Lihnida i Neka toče staro vino.[nedostaje izvor]
U svojem albumu 50 originalnih pjesama među ostalima, otpjevao je pjesme i na dalmatinskoj čakavici poput Ludo more, Dalmacijo, staro vino, Zasvirat će jedna mandolina i mnoge druge.
1970-ih godina, pored Đorđa Marjanovića i Radmile Karaklajić, bio je veoma popularan u SSSR-u.
Mikijeva kći, Jelena Jevremović, također je poznata pjevačica u Srbiji.

## Obrazovanje
Bio je učenik gimnazije i odličan đak pa je time bio oslobođen mature.
Studirao je na Mašinskom fakultetu u Beogradu, ali nikada nije diplomirao.

## Festivali
Miki Jevremović ima iza sebe brojne nastupe na festivalima u bivšoj Jugoslaviji, na kojima se pojavljuje od početka 1970-ih godina. Najvjerniji je bio Splitskom festivalu, a pjevao je i na drugim festivalima, kao npr. Zagrebfest, Festival Opatija, Vaš šlager sezone i Beogradsko proljeće, a tijekom 1990-ih pojavljivao se i na novim jadranskim festivalima u Crnoj Gori.

## Šah
Pored glazbe, velika ljubav mu je bila šah, te je igrao na više turnira u Srbiji i inozemstvu. U jednoj je partiji remizirao s bivšim svjetskim prvakom Anatolijem Karpovom. Najveći rejting po FIDE bio mu je 2125.

## Diskografija

### Najpoznatiji singlovi
- Samson/Ti otrove/Mama/Linda (Jugoton EPY-3154)
- Tango bez nade/Malena, malena/Jedan mali poljubac/Jači od ljubavi (Jugoton 1964.)
- Ja te volim Marija/Bio sam mlad (Jugoton 1965.)
- Tata, vrati se/Zbogom Kalifornijo/Život ovaj/Svima kojih se to tiče (Jugoton 1966.)
- Umreću bez tebe/Nekad kad smo sami (Jugoton 1970.)
- Neka toče staro vino/U zagrljaj ti žurim (Jugoton 1971.)
- S kim si sada kad je tužno vreme/Više te zauvijek nema (Jugoton 1971.)
- Volim te više od muzike/Kako ćeš ti bez mene (Jugoton 1973.)
- Mala moja, moja mala/Bela hrizantema (Jugoton 1975.)
- U kamenu pjesma piše/Sedamnaest godina (Jugoton 1976.)
- Mjeseče, ti stari druže moj/Danas si daleko (Jugoton 1977.)
- Ona noćas neće doći/Kaži mi, kako da te zovem (Jugoton 1978.)
- Izaberi oblak/Ne žuti (Jugoton 1978.)
- Jedina moja/Ne čekaj me (Jugoton 1978.)
- Dosta mi je tvoga zagrljaja/Krive staze, krive želje (Jugoton 1979.)
- Pobijedila si ti/Al' je lijepo biti tvoj (Jugoton 1979.)
- Zasvirat' će jedna mandolina/Poslušaj me, mala moja (Jugoton 1979.)
- Staro vino/Sve su to ostaci ljeta (Jugoton 1980.)
- Šta da mu kažem/Narcisi plaču,ljubavi (Jugoton SY-21814-Pesma ljeta 1971.)
- Pesnikova gitara/Muzika nek svira samo za nju (Jugoton SY-22051-"Beogradsko proleće 72")
- Lastavica gnezdo vila/tko će sutra suze da čuva (Jugoton SY-22101)

### Najpoznatiji albumi
- Ja želim samo malo mira (Jugoton 1973.)
- Gubim te (Jugoton 1974.)
- Crni kofer i gitara (Jugoton 1977.)
- Grkinja (PGP RTB 1983.)
- Jovana (PGP RTB 1984.)
- Ti si kao dragi kamen, Romanela (PGP RTB 1985.)